# ケーエスエス
ケーエスエス株式会社（KSS Co.,Ltd.）は、ボールねじの製造を得意とする日本の精密機械メーカーである。
ケーエスエス社では、特にミニチュアボールねじの小径品を中心に製造と販売を行っており、近年では得意な技術を応用して、アクチュエータなどの複合商品をラインナップに加えている。

## 社名の由来
"KSS"の名前の由来は……
- 製造部門での
  - Know how（ノウハウ）
  - Super quality（スーパークオリティ ）
  - Safety motion（セーフティーモーション ）

- 営業部門での
  - Kindness（カインドネス）
  - Speed（スピード）
  - Service（サービス）

といったそれぞれの頭文字を取ったものである。

### 沿革[3]
- 1964年6月 東京都品川区に株式会社日本精機製作所として設立
- 1968年7月 工場を大田区矢口（現本社所在地）に移転
- 1978年3月 本社を現在地に移転し、商号を株式会社篠原製作所に変更
- 1978年3月 精密ミニチュアボールねじの生産を開始
- 1987年1月 商号をケーエスエス株式会社に変更
- 1984年7月 新潟県小千谷市第一工業団地に小千谷工場新設
- 1995年1月 精密工学会「超精密位置決め委員会」加盟
- 2008年6月「元気なモノ作り中小企業300社」選ばれる[4]
- 2011年11月「第23回大田区中小企業新製品・新技術コンクール優秀賞受賞」[5]
- 2012年1月 小千谷第2工場竣工
- 2013年10月「2013年”超”モノづくり部品大賞　機械部品賞受賞」[6]
- 2014年6月 設立50周年
- 2020年1月 小千谷工場ISO13485認証取得
- 2021年7月 小千谷第三工場竣工
- 2022年3月 太田貴久、代表取締役社長に就任（太田晶久は代表取締役会長に就任）

## 所在地[7]
- 本社 - 東京都大田区矢口１
- 小千谷工場 - 新潟県小千谷市
- 小千谷出張所 - 新潟県小千谷市山谷

## 加盟団体
- 一般社団法人　日本工作機器工業会
- 社団法人精密工学会（超精密位置決め専門委員会）
- 公益財団法人　にいがた産業創造機構[8]